# Il richiamo (film 1992)
Il richiamo è un film del 1992 diretto da Claudio Bondì.

## Trama
Stato Pontificio, 1780. Il marchese Giovanni Dal Sasso, sovrintendente della Pontificia dogana, è un naturalista, un ornitologo. Durante una battuta s'imbatte in un giovane bracconiere, Martino, che è in grado di imitare tutti i versi degli uccelli silvani. Dal Sasso lo utilizza come richiamo per catturare un misterioso ibrido che vive tra i boschi di San Leo e quelli del Granducato di Toscana. L'incontro con la nobildonna Chiara di Montetaldino e l'accanita ricerca dell'ibrido porterà però Dal Sasso alla rovina.

## Riconoscimenti
- 1992 - Sulmonacinema Film Festival
  - Migliore attore: Ivano Marescotti